# Гарден Сити (Јужна Каролина)
Гарден Сити (енгл. Garden City) насељено је место без административног статуса у америчкој савезној држави Јужна Каролина.

## Демографија
По попису из 2010. године број становника је 9.209, што је 148 (-1,6%) становника мање него 2000. године.
| Група             | 2000.         | 2010.         |
| Белци             | 9.010 (96,3%) | 8.599 (93,4%) |
| Афроамериканци    | 94 (1,0%)     | 153 (1,7%)    |
| Азијати           | 39 (0,4%)     | 28 (0,3%)     |
| Хиспаноамериканци | 105 (1,1%)    | 269 (2,9%)    |
| Укупно            | 9.357         | 9.209         |